# Åträsket (Piteå socken, Norrbotten, 725774-174347)
Fiskarter i Åträsket.

Gädda, Mört, Brax, Abborre
Åträsket är en sjö i Piteå kommun i Norrbotten och ingår i Rokåns huvudavrinningsområde. Sjön har en area på 0,168 kvadratkilometer och ligger 147 meter över havet. Sjön avvattnas av vattendraget Rokån.

## Delavrinningsområde
Åträsket ingår i det delavrinningsområde (725843-174306) som SMHI kallar för Ovan 726048-174348. Medelhöjden är 152 meter över havet och ytan är 8,02 kvadratkilometer. Räknas de 13 avrinningsområdena uppströms in blir den ackumulerade arean 164,08 kvadratkilometer. Avrinningsområdets utflöde Rokån mynnar i havet. Avrinningsområdet består mestadels av skog (76 procent) och sankmarker (13 procent). Avrinningsområdet har 0,17 kvadratkilometer vattenytor vilket ger det en sjöprocent på 2,1 procent.